# 글라이비츠 사건

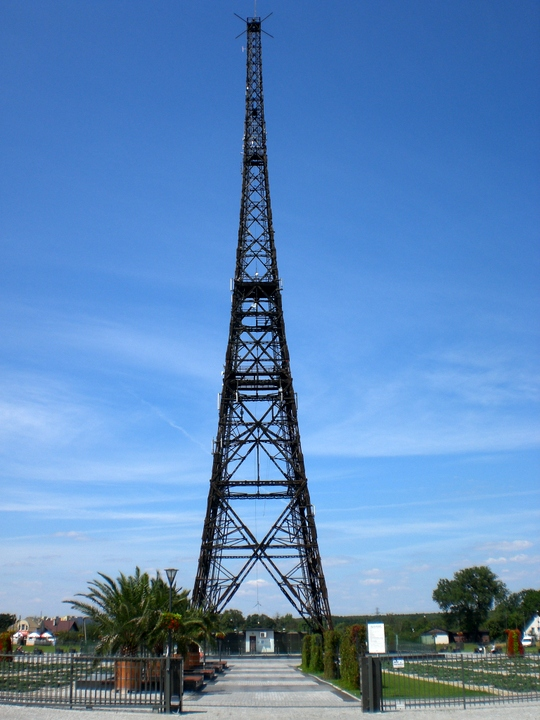
현재의 글리비체 무선국. 이 건축물은 유럽에서 목재로 만들어진 가장 높은 건물이다.

글라이비츠 사건은 1939년 8월 31일에 나치 독일이 폴란드와의 국경 지대에 위치한 글라이비츠 방송국을 공격하여 폴란드의 도발로 꾸민 사건으로, 폴란드를 침공할 허울좋은 명분을 만들기 위한 위장술책 작전이었다. 이 사건은 SS제국지도자 하인리히 힘러(Heinrich Himmler)의 명령을 받은 국가보안본부(RSHA) 장관 라인하르트 하이드리히(Reinhard Heidrich)가 알프레트 나우요크스(Alfred Naujocks) SS소령에게 지시하여 벌인 자작극으로서, 사건의 전말은 전쟁 기간 내내 묻혀 있다가 뉘른베르크 전범 재판에서 드러났다.
글라이비츠(Gleiwitz)는 현재 폴란드령이 되었고 이름도 폴란드식으로 개칭되어 글리비체(Gliwice)로 불리고 있다. 이 도시는 오스트리아와 프로이센 사이에 일어난 오스트리아 왕위 계승 전쟁에서 승리한 프로이센이 획득하였으며 제2차 세계 대전 때까지 독일령이었다. 연합국의 얄타 회담에 따라 전후 독일 동부의 오데르강과 나이세강 동부를 폴란드에 할양하면서 이 도시는 다시 폴란드령이 되었다.

## 배경
1939년 5월 23일, 군 최고 지휘부를 소집한 회의에서 폴란드 공격을 지시한 아돌프 히틀러 총통은 폴란드가 먼저 도발하여 전쟁을 하게 된 것으로 주장할 명분이 필요하다고 생각했다. 히틀러는 이 공작을 힘러에게 맡기기로 했다.
계획은 힘러가 고안해내고, 실행은 하이드리히가 맡았다. 하이드리히는 이 임무를 SS소령 알프레트 나우요크스에게 맡긴다. 두 사람은 1931년에 킬에서 서로 알게 되었으며, 먼저 SS에 입대한 하이드리히가 그도 SS로 끌어들였고, 1934년에는 그가 맡고 있던 SD로 나우요크스를 끌어들였다. 작전이 계획될 무렵, 나우요크스는 베를린 델부르크가에서 ‘그룹 F’라고 불린 그룹을 이끌고 있었다. 이 그룹은 외국에서 근무하는 SD 첩보원들에게 필요한 위조 증명서, 통행증, 가짜 여권 등을 만들어내던 그룹이었다.
작전에 필요한 폴란드군 군복, 신분증, 무기 등은 독일 국방군 최고 사령부(OKW) 소속 정보부에서 준비했다. 폴란드군 증명서와 제복은 나우요크스 자신이 지휘하는 F그룹도 나름대로 준비했다. 5월, 형사경찰장관 아르투어 네베가 군 최고사령부에 폴란드인의 침략을 구성한 영화를 찍으려 한다는 명분으로 폴란드군의 군복을 요청했다. 독일 육군이 몰랐을리는 없겠지만, 모른 척하고 준비해주었다.

## 작전 개요
작전은 "힘러 계획"이라는 암호명이 붙었으며 다음과 같이 계획되었다.
- 가짜 폴란드군이 방송국을 공격한다. 이 폴란드군은 폴란드군 군복을 입은 독일군이다.
- 방송국을 점령한 폴란드군은 폴란드어로 폴란드가 독일에 선전포고를 했다는 내용의 선언문을 낭독한다. (하이드리히가 작성한 선언문이다.)
- 독일군이 반격을 하여 폴란드군을 몰아낸다.
- 현장에 폴란드군의 시체를 남겨놓는다.
- 기자들을 불러 현장의 사진을 찍게 한다.

## 경과

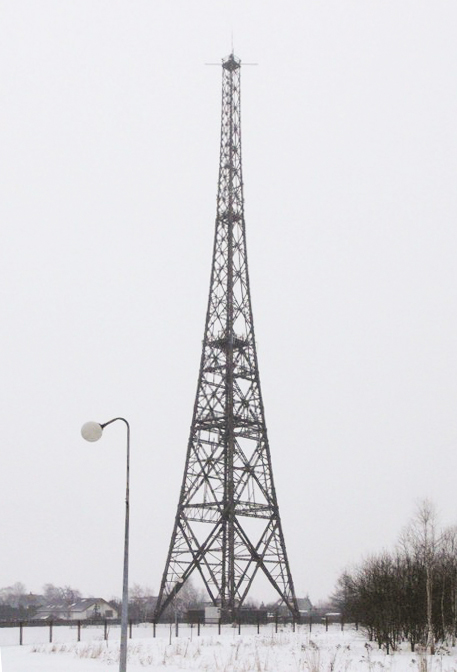
오늘날의 글라이비츠 방송국 라디오중계탑

동년 8월 10일 하이드리히는 나우요크스를 불러 폴란드와 국경인 슐레지엔 고원의 글라이비츠에 있는 독일 방송국을 공격하라는 지시를 한다. 이 공격은 폴란드군이 아무런 이유없이 방송국을 공격했다는 증거를 남기는 것이 목적이었으며, 하이드리히는 "선전을 위해 폴란드의 공격을 증명할 수 있는 물적 증거가 우리에게는 필요하다"고 말했다고 한다(나우요크스의 뉘른베르크 전범 재판 증언).
8월 15일, 나우요크스는 SD 요원 6명을 선발하여 글라이비츠로 향했다. 1937년 이후 독일의 국경경찰은 게슈타포에 소속되어 있었기 때문에 비밀 보장도 용이했다. 그곳에서 나우요크스는 15일을 대기하게 된다.
8월 말, 나우요크스는 글라이비츠 북쪽 70km 지점의 소도시 오베른으로 소환되었다. 그곳에서 게슈타포 장관 뮐러가 건네주는 "재료"를 인수했다. 이 재료는 공격 후 독일군의 반격을 받아 사망한 폴란드군 역할을 담당할 죄수들이었다. 하이드리히는 이들에게 "깡통"이란 암호명을 붙였으며, 깡통은 뮐러가 강제수용소에서 직접 고른 죄수들이었다.
8월 31일 정오, 나우요크스는 하이드리히로부터 저녁 8시에 작전을 개시하라는 암호 명령을 받았다. 암호명은 "할머니가 돌아가셨다"였다. 대기하던 나우요크스와 부하들은 폴란드군 군복을 입은 채 글라이비츠 방송국으로 쳐들어갔고, 건물 안에 있던 전신기사 한 명과 직원 두 명 그리고 경비원 한 명을 포박했다. 8시 12분, 나우요크스의 부하들은 방송을 중단시키고, 예정대로 선언문을 낭독했다. 내용은 간단했지만, 폴란드가 독일에 전쟁을 선포한다는 내용이었다. 총 소요 시간은 4분이었다.
나우요크스는 전후 뉘른베르크 전범재판에서 다음과 같이 증언했다.
| “ | 나는 명령을 실행하고 방송국 근처로 수인들을 운반했다. 그 수인들은 살아 있었으나 완전히 의식을 잃고 있었다. | ” |

이 죄수들은 미리 폴란드군의 군복을 입은 채 독약 주사를 맞은 상태였다. 나우요크스는 이들에게 총격을 가했으며, 도망치다가 총에 맞은 것처럼 등 뒤에서 쏘도록 했다. 이것으로 모든 사기극은 끝나게 된다.

## 작전 그 뒤
- 국회에서 히틀러는 이 사건을 언급하며 먼저 "국경을 침공한 폴란드"를 맹렬히 비난했고, 다음 날인 9월 1일 새벽, 독일군이 일제히 폴란드 국경을 넘었다. 이는 폴란드 침공의 시작이자, 제2차 세계 대전의 발발이었다.
- 나우요크스를 제외한 이 작전에 가담했던 SD요원들은 전쟁 중에 모두 숙청당했으며, 사건의 진상은 1946년 뉘른베르크 재판에서 나우요크스가 증언할 때까지 비밀로 묻혀 있었다.
- 나우요크스는 1941년, 하이드리히에게 대들었다가 그의 미움을 사서 무장친위대로 전속될 뻔했으나 "국가기밀에 통한 자는 전투 부대 근무를 금지한다"는 히틀러의 지시로 덴마크와 벨기에에서 경제 기관 부서에서 근무하던 도중에 미군에 투항했다. 그러나 감옥에 구치되기 직전인 1946년에 도망쳐서 자취를 감추었다.

## 같이 보기
- 라인하르트 하이드리히
- 알프레드 나우요크스
- 폴란드 침공

## 추가 자료
- John Toland, Adolf Hitler : The Definitive Biography, ISBN 0-385-42053-6.
- Dennis Whitehead, "The Gleiwitz Incident", After the Battle Magazine Number 142 (March 2009)
- Stanley S. Seidner, Marshal Edward Śmigły-Rydz Rydz and the Defense of Poland, New York, 1978.
- Spieß / Lichtenstein Unternehmen Tannenberg. Der Anlass zum Zweiten Weltkrieg, Wiesbaden und München 1979.